# Pseudoproscopia amedegnatoi
Pseudoproscopia amedegnatoi is een rechtvleugelig insect uit de familie Proscopiidae. De wetenschappelijke naam van deze soort is voor het eerst geldig gepubliceerd in 2006 door Bentos-Pereira.